# 決戦前夜
『決戦前夜』はHBO(日本ではスター・チャンネルが放送)のファンタジー・ドラマ・シリーズである『ゲーム・オブ・スローンズ』の第2章『王国の激突』の第8話である。プロデューサーでもあるデイヴィッド・ベニオフ と D・B・ワイスによって、原作『王狼たちの戦旗』に基づいて脚本が書かれ、 アラン・テイラーが監督した。
アリア(メイジー・ウィリアムズ)はジャクェン・フ=ガーの助けでに〈ハレンの巨城〉を脱出する。ロブは無断でジェイミーを釈放した母キャトリンを幽閉する。友に裏切られ、城と弟たちを失い、母に背かれたロブはレディ・タリサに慰められ、二人は結ばれる。シオン・グレイジョイは、ウィンターフェルを捨てようと言う姉ヤーラ・グレイジョイの説得に耳を貸さない。

## あらすじ

### キングズランディング
ティリオン(ピーター・ディンクレイジ)とブロン(ジェローム・フリン)は、昔の書物を読んでキングズランディングの防衛の計画を立てている。ヴァリス公(コンリース・ヒル)がスタニス・バラシオンの軍船をどう退けるのか尋ねた時、ティリオンは火術師に〈炎素〉の壺を見せられた時のことを思い出して”豚の糞”と答える。
サーセイ (レナ・ヘディ)は弟ティリオンと食事をし、キングズランディングの防衛でジョフリー(ジャック・グリーソン)を殺すつもりだろうと責める。ティリオンの娼婦を捕えており、息子の安全のために人質にすると言う。だが、引き出された娼婦はシェイ(シベル・ケキリ)ではなく、ロスである。自由の身にするとロスに約束したあと、ティリオンはサーセイにこの報いを受けさせると誓う。
ティリオンは差し迫る危険についてジョフリーに話すが、経験不足なのに自信過剰なところを見て心配になる。ヴァリスはティリオンに、デナーリスは生きていて三頭のドラゴンをもっていると教える。ティリオンはドラゴンについては懐疑的で、今はスタニスが心配なのでそのゲームを遊ぶのは後にしようと言う。

### バラシオン艦隊
ダヴォス・シーワース(リアム・カニンガム)とスタニス・バラシオン(スティーヴン・ディレイン)はキングズランディングを攻める計画を練るが、ダヴォスが優れた貢献をしたにもかかわらず、低い身分の生まれゆえ貴族に見下されていることをスタニスは嘆く。二人は昔、スタニスがバラシオン家代々のストームズエンド城に籠城して飢えに苦しんでいた時、ダヴォスが包囲網を突破して食料を運び入れたことを思い出す。スタニスは、戦争の後、ロバートが自分ではなくレンリーにストームズエンドを与えたことを苦々しく語り、〈鉄の玉座〉を奪った暁にはダヴォスを〈王の手〉にすると誓う。

### 〈ハレンの巨城〉
タイウィン・ラニスター公(チャールズ・ダンス)は、ロブの軍の注意がグレイジョイ家のウィンターフェル奪取に向いているとみて、ロブ軍と戦うために、グレガー・クレゲインに〈ハレンの巨城〉を任せて出発する。アリア(メイジー・ウィリアムズ)は、3つの”死の負債”の最後のものを使って、ジャクェン・フ=ガー(トム・ヴラシア)にタイウィンを殺させようとするが、ジャクェンを見つけられない。後にジャクェンに会った時、アリアは3番目に殺す相手としてジャクェン自身の名前を挙げる。ジャクェンは取り下げるよう懇願し、アリアは友達のジェンドリーとホットパイと一緒に脱出するのを助けると言う条件で取り下げる。ジャクェンは城の出入り口を見張っていたすべての守兵を殺して、三人の脱出を助ける。

### 〈西部〉
ロブ王(リチャード・マッデン)はレディ・タリサ(ウーナ・チャップリン)と共に岩山城から戻り、母キャトリン(ミシェル・フェアリー)がジェイミー・ラニスター(ニコライ・コスター＝ワルドー)を脱走させたことを知る。キャトリンを問い詰めると、サンサとアリアとの交換のため、自分に仕えるブライエニー(グェンドリン・クリスティー)がジェイミーをキングズランディングに連れ出したと認める。母の裏切りに怒り、ロブは母を逮捕して部屋に監禁する。後に、ルース・ボルトン(マイケル・マケルハットン)は自分の落とし子ラムジーがウィンターフェルから二、三日の距離に近づいたと言う。ロブは鉄諸島人がシオンを裏切ることを期待し、シオン以外の降伏者は無事に鉄諸島に帰すと決める。ボルトンは主君の慈悲心を気に入らないがこれに従う。レディ・タリサがロブのテントに入って来て、ロブは自分の抱える問題を彼女に打ち明ける。タリサがなぜ戦場での負傷者を助けることを選んだのかを話し、ロブは同盟のために母親がウォルダー・フレイ公と結んだ約束に従って、フレイ公の娘との結婚はしたくないと告白する。タリサも同じように望み、二人は愛を交わす。

### 〈壁〉の向こう側
ジョン・スノウ(キット・ハリントン)はイグリット(ローズ・レスリー)とその仲間によって〈鎧骨公〉の前に引き出される。〈鎧骨公〉はジョンを殺そうとするが、イグリットは、マンス・レイダーがエダード・スタークの落とし子に会いたいに違いないと言って止める。同じく捕えられていたクォリン・ハーフハンドは、ジョンはマンスの軍に投降したと見せかけて、〈冥夜の守人〉のためにマンスの計画を探れと言う。ジョンの投降をもっともらしく見せるため、クォリンはジョンと争い始める。
〈最初の人々の拳〉で、サムウェル・ターリー(ジョン・ブラッドリー)とグレンは古い〈冥夜の守人〉の外套を見つけ、中にくるまれた奇妙な角笛とドラゴングラス(黒曜石)で作られた武器を見つける。

### 狭い海の向こう側
ジョラー・モーモント(イアン・グレン)は、ドラゴンをあきらめて、 アスタポアへ向かう船でクァースを逃げ出すべきだと言う。だがデナーリス・ターガリエン(エミリア・クラーク)はドラゴンを置いて逃げることを拒否する。デナーリスは、黒魔導師パイアット・プリーがドラゴンを捕えていると言っていた〈不死者の館〉に連れて行ってくれとジョラーに頼み、ジョラーは渋りながらも従う。

### ウィンターフェル
シオン・グレイジョイ(アルフィー・アレン)は、ブラン(アイザック・ヘンプステッド＝ライト)とリコンの死の知らせがウィンターフェルの外に漏れないよう、鴉を殺せと命じる。シオンは城を守るため、500の兵を連れて来るよう姉ヤーラに頼んでいたが、ヤーラはわずかな兵しか連れずに到着し、シオンを怒らせる。ヤーラは、スタークの少年たちを殺したために北部人たちは復讐としてシオンの首を求めるだろうと言い、城を守るためではなく、シオンを連れ帰るためにウィンターフェルにやってきたのだと言う。シオンはウィンターフェルを逃げ出した臆病者と見られたくないため、ヤーラの願いを拒絶する。
メイスター・ルーウィンは、〈野人〉のオシャ(ナタリア・テナ)がパンを盗んでウィンターフェルの地下の墓所に入るのを見る。オシャの後をつけ、ブランとリコンが無事であることを知る。農家に行った後、シオンの追跡をかわすためにウィンターフェルに戻ったのだとオシャは言う。ルーウィンは、シオンの手下が農家の家族を殺して、スターク家の少年の代わりに農家の息子たちを焼いたのだと知る。ブランが自分自身を責めることを心配して、ルーウィンはこのことをブランに知らせないようオシャに頼むが、ブランは二人の会話を盗み聞きする。

## 製作

### 脚本
原作第二部『王狼たちの戦旗』のプロローグに加え、第48、55、57章に基づいて、プロデューサーでもあるデイヴィッド・ベニオフ と D・B・ワイスが脚本を書いた。第三部『剣嵐の大地』の第2、3章からも一部の内容がとられている。
原作にないシーンとしては、タリサとロブのシーンと、クァースのシーンがあげられる。原作との他の変更点は、原作ではアリアが3つ目の”死の負債”を使って、ボルトン家の北部人を救うためにジャクェン・フ=ガーの助けで〈ハレンの巨城〉を落とすところを、ドラマでは〈ハレンの巨城〉を逃げ出すために使う点がある。また、ジョン・スノウが去った後に黒曜石の武器の隠し場所を見つける点、〈野人〉がクォリン・ハーフハンドを生きたまま捕える点もあげられる。

## 評判

### 視聴者数
初回放送では386万人に視聴されてそれまでの最高記録に並び、18-49歳では2.0%が視聴した。同夜の再放送では104万人が視聴して、0.5%が視聴した。

### 賞
2012年プライムタイム・エミー賞衣装賞シリーズ部門を受賞した。

## 参照
1. ↑  Kondolojy, Amanda. “Sunday Cable Ratings: NBA Playoffs, + 'Game of Thrones', 'Keeping Up With the Kardashians', 'Ax Men', 'The Client List', 'Sister Wives', + More”. TV by the numbers. 2012年5月27日閲覧。
2. ↑  “"Games of Thrones" tops creative arts Emmys”.  CBS News (2012年9月16日). 2012年9月16日閲覧。